# Myadestes genibarbis
Solitário-de-garganta-ruiva ou tordo-de-bigodes (Myadestes genibarbis) é uma espécie de ave da família Turdidae.
Pode ser oncontrada em Dominica, Ilha de São Domingos, Jamaica, Martinica, Santa Lúcia e São Vicente.
Os seus habitats naturais são: florestas subtropicais ou tropicais húmidas de baixa altitude e subtropical or tropical moist montane forests.